# Bang (álbum)
Bang es el sexto álbum de estudio de la banda estadounidense James Gang. Fue publicado en diciembre de 1973 a través de Atco Records. Este es el primer álbum de James Gang con el guitarrista principal Tommy Bolin después de que Domenic Troiano dejara la banda.

## Recepción de la crítica
Un escritor no especificado de la revista Cash Box declaró: “La provocativa portada del nuevo LP Atco de la pandilla es solo un indicio de la brillante música que contiene y desde el momento en que entras en «Standing in the Rain», verás por qué. Con la voz principal de Roy Kenner, la guitarra atómica y el sintetizador de Tommy Bolin, y la sección rítmica constante de Dale Peters en el bajo y Jim Fox en la batería, el LP tiene algo del rock más duro que hemos escuchado en bastantes años. tiempo. Realmente nos encanta «Rather Be Alone with You» por su dulce contraste, pero «From Another Time», «The Devil Is Singing Our Song», «Must Be Love» y «Ride the Wind» son la sustancia y el alma de este álbum”. Un escritor no especificado de la revista Billboard escribió: “La primera experiencia de la banda para su nuevo sello (sin Joe Walsh) es una experiencia de rock sólido que utiliza la voz principal de Roy Kenner, la guitarra y Moog de Tommy Bolin, el bajo de Dale Peters y la batería de Jim Fox. Hay un sonido sólido y tenso en el grupo con «Must Be Love» que fusiona todo tipo de riffs contagiosos de guitarra, batería y voz. La voz de Kenner es como un instrumento que marca el camino que todos deben seguir”. Un escritor no especificado de la revista Record World calificó el álbum como “un paquete rudo y obsceno de heavy metal”.

## Lista de canciones
Todas las canciones escritas y compuestas por Tommy Bolin y John Tesar, excepto donde esta anotado. 
| Lado uno |                                   |          |  |
| N.º      | Título                            | Duración |  |
| 1.       | «Standing in the Rain» (Bolin)    | 5:05     |  |
| 2.       | «The Devil Is Singing Our Song»   | 4:22     |  |
| 3.       | «Must Be Love» (Bolin, Jeff Cook) | 3:48     |  |
| 4.       | «Alexis» (Bolin, Cook)            | 5:07     |  |

| Lado dos |                                                     |          |  |
| N.º      | Título                                              | Duración |  |
| 1.       | «Ride the Wind» (Bolin, Roy Kenner)                 | 3:45     |  |
| 2.       | «Got No Time for Trouble»                           | 3:47     |  |
| 3.       | «Rather Be Alone with You (Song for Dale)» (Kenner) | 2:05     |  |
| 4.       | «From Another Time»                                 | 4:00     |  |
| 5.       | «Mystery»                                           | 6:10     |  |

## Créditos y personal
Créditos adaptados desde las notas de álbum de Bang.
James Gang
- Roy Kenner – voz principal y coros, percusión
- Tommy Bolin – guitarra, sintetizador Moog, voz principal (4), coros (1)
- Dale Peters – bajo eléctrico, fuzz bass, percusión, coros (1)
- Jim Fox – batería, percusión, piano (9)

Personal técnico
- James Gang – productor
- Ken Hamann – ingeniero de audio
- Tom Dowd – mezclas
- Ken Hamann – mezclas
- Jimmie Haskell – arreglos
- Ed Caraeff – director artístico
- David Larkham – director artístico
- Ed Caraeff – fotografía
- David Larkham – diseño de portada

## Posicionamiento
| Gráfica (1974)                            | Pico de posición |
| ----------------------------------------- | ---------------- |
| Estados Unidos (Billboard Top LPs & Tape) | 122              |